# Maud Welzen
Maud Welzen (13 de noviembre de 1993) es una modelo neerlandesa.

## Carrera

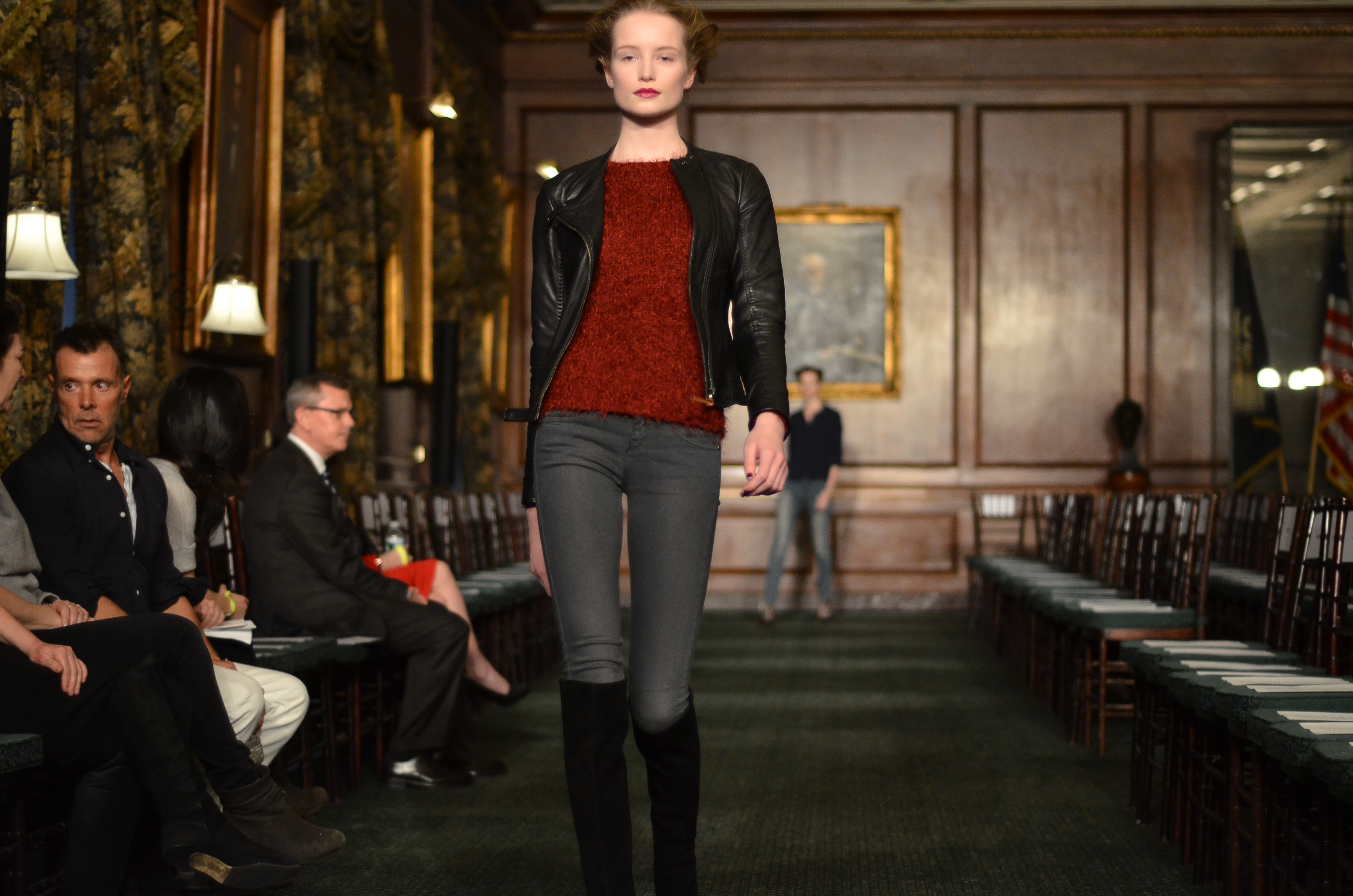
Maud Welzen desfilando en el evento de moda de Bill Blass.

Welzen fue descubierta en París en una excursión del colegio cuando tenía 13 años. Empezó su carrera en 2010 desfilando para Moschino, Chanel, Burberry, Vera Wang, Alexander McQueen, Valentino SpA, Viktor & Rolf, Claes Iversen y Mattijs van Bergen. Ese mismo año apareció en la portada de la revista Versetaille brasileña.
En 2011 fue la modelo de portada de Elle Países Bajos en agosto. Ese año desfiló para Lanvin, Sharon Wauchob, Gucci, Aquilano.Rimondi, Prada, Vera Wang, Alexander McQueen y Burberry, entre otros. También figuró en editoriales de V Magazine España y Dazed & Confused.
En 2012 desfiló para ACNE, AF Vandevorst, Altuzarra, Barbara Bui, BCBG Max Azria, Bottega Veneta, Calvin Klein, Chanel, Christian Dior, Christopher Kane y Dolce & Gabbana, entre otros. También apareció en Harper's Bazaar España y a finales de ese año desfiló en el Victoria's Secret Fashion Show 2012 para la submarca PINK, propiedad de Victoria's Secret.
En 2013, apareció en Interview Magazine, Vogue Japón e Italia. Realizó sus primeros anuncios, siendo estos para la colección Ralph Lauren otoño-invierno, Gucci Eyewear, Belstaff y Valentino. Ese año desfiló para Christian Dior Haute Couture, Giambattista Valli, Chanel, Armani y Calvin Klein, entre otros.
En 2014 volvió a pisar la pasarela del Victoria's Secret Fashion Show 2014. Apareció en Elle Alemania y Francia como también en la revista L'Officiel, también en Francia.  Desfiló para Tommy Hilfiger, Oscar de la Renta, Herve Leger, y Carolina Herrera, entre otros.
En 2015 apareció en las ediciones de junio y julio de Elle Italia como en la edición de febrero rusa. En 2016 realizó una campaña de Calvin Klein primavera/verano ya apareció en la edición de octubre de Elle Alemania. En 2017 apareció en la edición de octubre de la revista Red.
En abril de 2018 apareció en Vogue España y en enero de 2019 apareció en la editorial francesa de Marie Claire.